# Sessualità (film)
Sessualità (The Chapman Report) è un film del 1962 diretto da George Cukor, tratto dal romanzo Foeminae del 1961 di Irving Wallace.

## Trama
Il dottor Chapman studia quattro casi destinati a non finire bene. Nel primo, Sarah Garnell, una donna di provincia, trova conforto nell'adulterio. Nel secondo, un'artista seduce un giocatore di football. Nel terzo, una giovane vedova, Kathleen Barclay, deve confrontarsi con un pesante complesso edipico e nell'ultimo una divorziata, Naomi Shields, alcolista affetta da ninfomania, medita di suicidarsi.

## Produzione
Il film fu prodotto dalla Darryl F. Zanuck Productions.

## Distribuzione
Distribuito dalla Warner Bros., il film uscì nelle sale cinematografiche USA il 5 ottobre 1962.